# البكارشة
قرية البكارشة هي إحدى القرى التابعة لمركز الحسينية في محافظة الشرقية في جمهورية مصر العربية. حسب إحصاءات سنة 2006، بلغ إجمالي السكان في البكارشة 11651 نسمة، منهم 6123 رجل و5528 امرأة.